# Agabus uliginosus
Agabus uliginosus är en skalbaggsart som först beskrevs av Carl von Linné 1761.  Agabus uliginosus ingår i släktet Agabus och familjen dykare. Enligt den finländska rödlistan är arten starkt hotad i Finland. Arten är reproducerande i Sverige. Artens livsmiljö är näringsrika sjöar. Inga underarter finns listade i Catalogue of Life.

## Bildgalleri

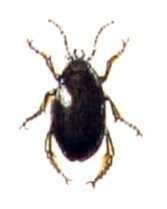
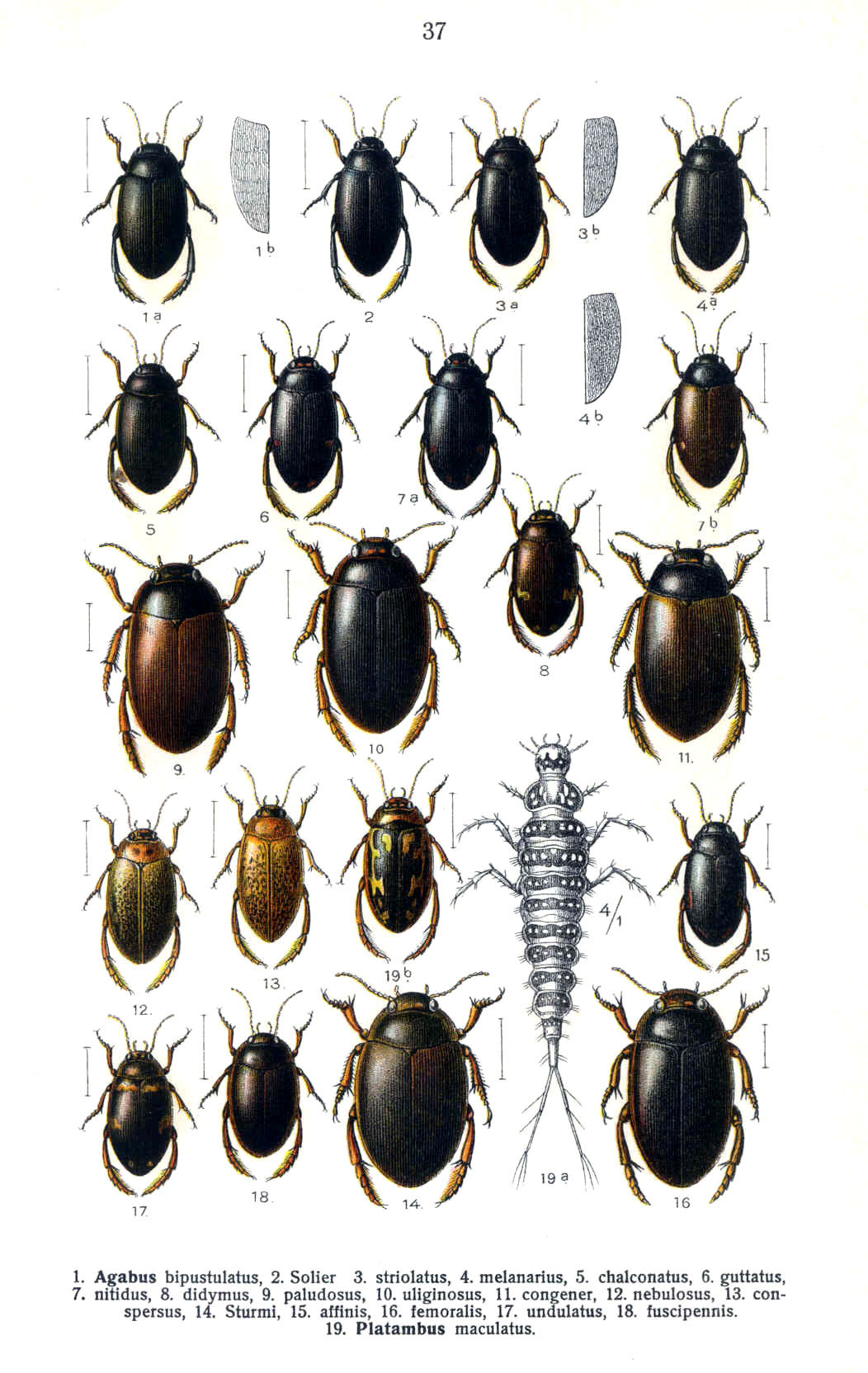
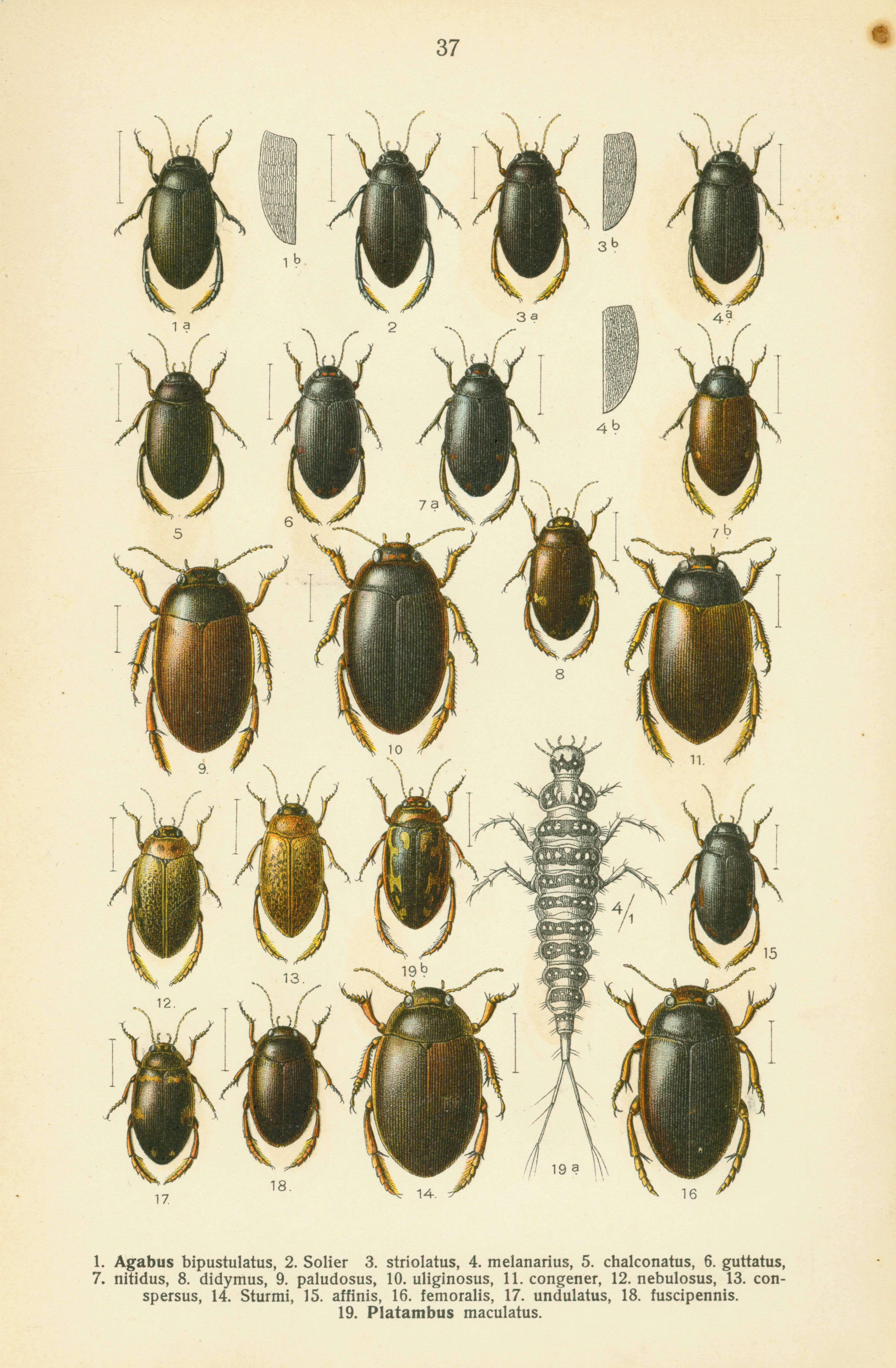